# Chiave di sessione
Il concetto di chiave di sessione rappresenta un compromesso tra la codificazione simmetrica e quella asimmetrica e permette di utilizzare le due tecniche in modo combinato, anche se la chiave di sessione appartiene sostanzialmente al metodo della codificazione simmetrica e viene chiamata conseguentemente chiave simmetrica.
Rispetto al metodo di crittografica simmetrica puro, la chiave di sessione, come specificato nel nome stesso, è utilizzata in modo temporaneo perché sfruttata una sola ed unica volta all'interno di una determinata sessione di comunicazione, dopo di che verrà invalidata (gettata via).
Se ne deduce in modo logico che nella successiva sessione di comunicazione verrà effettuata una rigenerazione in modo casuale della chiave di sessione stessa, creandone appositamente una ex-novo.
Tale "neonata" chiave verrà poi criptata con la chiave pubblica del destinatario ed inviata a quest'ultimo.
Il destinatario procederà a decriptare il messaggio contenente la chiave di sessione utilizzando la propria chiave privata, ottenendo infine la chiave di sessione creata dal mittente.
Il mittente procederà quindi a spedire il messaggio criptandolo con la chiave di sessione appena creata e subito comunicata al destinatario, tale chiave è perciò conosciuta da questi due soli attori.
Per ciò che riguarda la comunicazioni dei veri messaggi tra mittente e destinatario, non verrà assolutamente usato il meccanismo asimmetrico della chiave pubblica/privata il quale risulterebbe computazionalmente più pesante rispetto al metodo ibrido appena descritto, verrà bensì sfruttata la chiave di sessione appositamente creata e inviata al destinatario.
Il metodo asimmetrico verrà usato solo per spedire la chiave di sessione mediante un messaggio criptata.
Questo metodo permette di abbassare notevolmente l'alto tempo di calcolo necessario nella crittografia asimmetrica beneficiando al contempo di una comunicazione su canale sicuro.